# فيل سميث (لاعب كرة قدم)
فيل سميث (بالإنجليزية: Phil Smith)‏ (و. 1979  م) هو لاعب كرة قدم، من المملكة المتحدة، يلعب كحارس مرمى.

## روابط خارجية
- فيل سميث على موقع قاعدة بيانات كرة القدم.إي يو (الإنجليزية)
- فيل سميث على موقع Soccerbase.com (لاعب) (الإنجليزية)
- فيل سميث على موقع Soccerway.com (الإنجليزية)